# Escala de temps geològics de Mart
L'escala de temps geològics de Mart (o més precisament, escala de temps areològics) divideix la història geològica de Mart en tres grans eres, d'acord amb els coneixements actuals de la geologia marciana (o areologia). Aquestes eres es defineixen pel nombre de cràters d'impacte a la superfície; les superfícies més antigues posseeixen més cràters. Les diferents eres reben els seus noms a partir de llocs del planeta que pertanyen a aquests períodes geològics. La datació precisa d'aquests períodes no és coneguda, a causa de l'existència de diversos models diferents que intenten explicar el ritme de caigudes de meteors sobre Mart, per això les dates proporcionades són aproximades. De la més antiga a la més recent, aquestes èpoques són:
- Noaic o era noaica (rep el nom de Noachis Terra): abasta des de la formació de Mart fins fa uns 3.800 - 3.500 milions d'anys. Les superfícies noaiques estan esquitxades de nombrosos cràters d'impacte. Es pensa que els altiplans de Tharsis es van formar en aquest període, amb extenses inundacions d'aigua líquida al final d'aquesta era.
- Hespèric o era hespèrica (rep el nom d'Hesperia Planum): entre 3.500 i 1.800 milions d'anys abans del present. Aquesta era es caracteritza per la formació d'extenses *planures de lava.
- Amazònic o era amazònica (rep el nom d'Amazonis Planitia): des de fa 1.800 milions d'anys fins al moment present. Les regions de l'era amazònica mostren escassos cràters d'impacte, que no obstant això són bastant variats. Olympus Mons es va formar en aquest període, juntament amb altres importants colades de lava en altres llocs de Mart.

## Mapa interactiu de Mart
El següent mapa d'imatge del planeta Mart conté enllaços interns a característiques geogràfiques destacant les ubicacions de Rovers i mòduls de descens. Feu clic en les característiques i us enllaçarà a les pàgines dels articles corresponents. El nord està a la part superior; les elevacions: vermell (més alt), groc (zero), blau (més baix).